# Sympistis labradoris
Sympistis labradoris là một loài bướm đêm trong họ Noctuidae.